# Tombe van Geta
De Tombe van "Geta" is een antiek Romeins grafmonument aan de Via Appia in Rome.

## Monument
De tombe is torenachtig mausoleum, dat uit beton en baksteen werd gebouwd en meerdere verdiepingen had. In de oudheid was de buitenkant bekleed met witte marmermeren platen. De tombe ligt ongeveer 500 meter voor de Porta San Sebastiano, buiten de Aureliaanse Muur. Langs de Via Appia stonden (net als bij de overige Romeinse wegen) vele grafmonumenten. In de middeleeuwen werd de tombe vanwege zijn hoogte gebruikt als uitkijktoren en bleef zo gedeeltelijk bewaard. In de 16e eeuw werd een huis bovenop gebouwd.

## Toeschrijving aan Geta
Geta was de jongste zoon van keizer Septimius Severus, en was na diens dood korte tijd zelf keizer samen met zijn broer Caracalla, die hem in 212 liet vermoorden. De toeschrijving van dit mausoleum aan Geta is ooit gemaakt op basis van één zin in de biografie van Geta in de Historia Augusta, die niet als betrouwbaar bekendstaat. De tombe zou bestemd geweest zijn als familiegraf voor de severische dynastie. Andere bronnen melden echter dat Geta met andere familieleden in het Mausoleum van Hadrianus werd begraven. Omdat Caracalla de damnatio memoriae uitsprak over alles wat herinnerde aan zijn broer, is het onwaarschijnlijk dat Geta een eigen monumentaal mausoleum kreeg. Over het algemeen wordt aangenomen dat het monument aan de Via Appia niet voor Geta werd gebouwd. Voor wie het mausoleum dan wel werd gebouwd en wanneer is onbekend. In de middeleeuwen is de toren van zijn marmeren bekleding ontdaan, waarmee een vermoedelijke wijdingsinscriptie verloren is gegaan.